# Elena Hrustaliova
Elena Hrustaliova (n. 28 septembrie 1980, Krasnoiarsk, RSFS Rusă, URSS) este o biatlonistă ce a reprezentat Rusia, medaliată olimpică. A participat la 3 ediții ale Jocurilor Olimpice (2002, 2010, 2014) în care a câștigat o medalie de argint.